# Callistemon formosus
Callistemon formosus är en myrtenväxtart som beskrevs av Stanley Thatcher Blake. Callistemon formosus ingår i släktet lampborstar, och familjen myrtenväxter. Inga underarter finns listade i Catalogue of Life.